# Finally Found You
«Finally Found You» es un sencillo del cantante español Enrique Iglesias, interpretada por este último junto al cantante estadounidense Sammy Adams. Esta fue lanzada el 20 de septiembre de 2012 para el Álbum Sex and Love la canción posee también una versión con Daddy Yankee lanzada para el mercado latino.

## Historia
La historia comienza cuando un joven Enrique (Santiago Gudino) juega al escondite con su joven amiga (Christie Nicole Chaplin). Pasan los años hasta que se ven desde el otro lado de la sala llena de gente y se reencuentran de inmediato. No se han visto en años, desde que tenían 10 años más o menos, y van al club y a la cama, en escenas vaporosas e independientes de su aventura adulta independiente en toda regla. Enrique y su amada mantienen una relación sexual apasionada.
- Datos: Q5449501